# 马诺加兰
马诺哈兰（1959年7月14日—），马来西亚政治人物，民主行动党彭亨州署理主席，前霹雳州安顺国会议员。2013，2018年马来西亚大选及2019年补选上阵金马仑高原但统统败选。